# Quartu Sant'Elena
Quartu Sant'Elena (Sardisch: Quartu Sant'Alèni) is een stad op het Italiaanse eiland Sardinië en maakt deel uit van de provincie Cagliari.
Quartu Sant'Elena ligt zes kilometer ten oosten van de Sardijnse hoofdstad nabij de zoutpannen van Quartu. De stad kent vooral de laatste decennia een grote groei en is inmiddels de derde stad, wat betreft grootte, van Sardinië.
De zoutpannen ten zuiden van de stad, de Stagno di Quartu, zijn een belangrijk vogelbroedgebied dat onder meer door flamingo's bezocht wordt.

## Bezienswaardigheden
- Kerk "Sant'Elena"
- De zoutpannen van Quartu
- Strand "Spiagia del Poeto"